# Stummer Sejm
Stummer Sejm ist die Bezeichnung für diejenigen polnischen Reichstage, Sejmy, bei denen den Abgeordneten das Rede- und Widerspruchsrecht untersagt war. Sie stehen in unmittelbaren Zusammenhang mit der Einmischung von Polens Nachbarstaaten (Russland, Preußen, Sachsen und Österreich) in dessen Innenpolitik, die gegen Ende des 18. Jahrhunderts zu den Teilungen Polens führte.

## Die Widerspruchsfreiheit
Im polnischen Reichstag galt die Goldene Freiheit des uneingeschränkten Rede- und Widerspruchsrechts, die von der Mehrheit des Adels entschieden verteidigt wurde. Hierzu gehörte unter anderem das Liberum Veto, das 1652 erstmals angewandt wurde. Diese Regelung ermöglichte es jedem einzelnen Abgeordneten, durch seinen Einspruch die Beschlüsse des gesamten Reichstages nichtig zu machen. In der Praxis fand sich fast immer ein Abgeordneter der Szlachta, der von irgendeiner Adelspartei oder dem Ausland bestochen wurde, um den Reichstag zu keinem Beschluss kommen zu lassen. Da auch der König ohne den Reichstag keine wichtigen Entscheidungen treffen konnte, führte dies zu innenpolitischem Chaos, außenpolitischer Schwäche und ökonomischer Rückständigkeit in Polen, was dann von den Nachbarstaaten sukzessiv ausgenutzt wurde.

## Die Stummen Reichstage

### Der Stumme Sejm von 1717
Der Stumme Sejm von 1717 vom 1. Februar 1717 markierte den Beginn der ersten beträchtlichen Einmischung Russlands in die inneren Angelegenheiten des polnischen Staates. Ihm voraus ging der Aufstand der Konföderation von Tarnogród unter der Führung von Stanisław Ledóchowski gegen König August II., der absolutistische Reformen zur Stärkung der Königsmacht in einer Art Staatsstreich durchzusetzen suchte. Beide Seiten ersuchten in der Folge den russischen Zaren um Vermittlung und Peter I. erzwang einen Kompromiss. In den folgenden Jahren versuchten beide Parteien, den russischen Einfluss zurückzudrängen; da sich aber an der Situation im Reichstag (Liberum Veto, Wahlkönigtum usw.) nichts Grundlegendes änderte, konnte sich die russische Einmischung im Polnischen Thronfolgekrieg 1733–1738 fortsetzen.

### Der Stumme Sejm von 1768 (Repnin-Sejm) und der Stumme Sejm von 1773 (Teilungs-Sejm)
Mit dem Ende der Sachsenzeit in Polen, 1763, ergaben sich neue Möglichkeiten, denn es gab einen grundlegenden Reformwillen im Land, und der neue König Stanisław August Poniatowski war ein Pole von Geburt. Aber die außenpolitische Situation hatte sich ebenfalls gewandelt, denn mit der Zarin Katharina II. und Friedrich II. existierten übermächtige Gegenspieler, und die Adelsparteien erwiesen sich wieder einmal als uneinig.
Als der König die Anwendung des Liberum Veto beschneiden und den besitzlosen Adel politisch entmachten wollte, kam es zu zwei rivalisierenden Parteibildungen und zur äußeren Einmischung 1766. Die eine Partei (nachfolgend in der Konföderation von Bar organisiert) trat für weitreichende Reformen ein, und die andere (die Konföderation von Radom unter Karol Radziwiłł, formiert am 23. Juni 1767) agierte mit russischer Unterstützung dagegen. Der König beugte sich. Unter dem Druck massiver politisch-militärischer Einmischung des russischen Reiches tagte am 5. März 1768 ein Stummer Sejm, der Repnin-Sejm, der wiederum für „Kardinalrechte“, wie freie Königswahl und Einstimmigkeit der Reichstagsentscheidungen (Liberum Veto), stand und der Russland als Schutzmacht dieser „Rechte“ bestimmte. Kritiker wie der Bischof von Krakau wurden vom russischen Botschafter in Polen, Repnin, schon im Vorfeld gefangengesetzt und nach Russland verschleppt.
Es folgte der Aufstand der Konföderation von Bar (formiert am 29. Februar 1768) gegen den König und gegen Russland, was auch zu einem gleichzeitigen Russisch-Türkischen Krieg führte. Der vierjährige Bürgerkrieg und ein Hajdamaken-Aufstand erschöpften und zerrissen das Land. Die Szlachta suchte unter Umgehung des Königs die Protektion Russlands, und dem russischen Gesandten Repnin fiel dabei die Rolle eines „Vizekönigs“ zu, der über Ämter, Gelder und Innenpolitik entschied. Die militärischen Erfolge des russischen Generals Suworow und die veränderte Haltung der Großmächte führten dann mit dem Vertrag von Sankt Petersburg zur Ersten Teilung Polens. Diese Teilung wurde, unter starken Protest einiger Deputierter, in einem weiteren Stummen Sejm, dem Teilungs-Sejm vom 30. September 1773 sanktioniert.

### Der Stumme Sejm von 1793 (Sejm von Grodno)
Das verkleinerte Polen war aber trotz der Teilung und stark nachteiliger Handelsverträge weiterhin lebensfähig. Der Reichstag verabschiedete einige wichtige Reformen und verzichtete auf die Anwendung des Liberum Vetos. Zudem musste Russland in den achtziger Jahren seine Rolle als Schutzmacht einschränken und seine Truppen abziehen. Allerdings regte sich Widerstand gegen die Reformmaßnahmen der "Patrioten", insbesondere gegen diejenigen, die schon im geistigen Zusammenhange mit der Französischen Revolution standen (Verfassung vom 3. Mai 1791). Die Zarin ermutigte nun mehrere polnische Magnaten zur Bildung der Konföderation von Targowica (formiert am 27. April 1792) und stellte dieser eine starke russische Armee zur Verfügung. Es kam zum Russisch-Polnischen Krieg von 1792, bei dem Polen angesichts unzulänglicher Truppenstärke (effektiv nur 37.000 Mann, d. h. selbst für das verkleinerte Polen viel zu wenig) unterlag. Russland verständigte sich mit Preußen im Vertrag von Sankt Petersburg vom 23. Januar 1793 über die Zweite Teilung Polens. 
Im Stummen Sejm von 1793, der vom  17. Juni bis 23. September tagte, musste man die Zweite Teilung Polens sanktionieren, die zur Folge hatte, dass Polen ökonomisch nicht länger lebensfähig war. Er wurde in Grodno abgehalten, da Warschau als zu revolutionär erschien. Obwohl die Deputierten sorgfältig ausgewählt wurden, waren Arrest, Drohungen, Isolierung, die Anwesenheit russischer Truppen und auch Bestechung nötig, um den Widerstand gegen die Ratifikation zu unterdrücken. Es war der letzte Reichstag der Ersten Polnischen Republik.